# Kristine Nørgaard Sørensen
Kristine Nørgaard Sørensen (født 24. marts 1977 i Aarhus) er en dansk skuespillerinde.
Kristine Nørgaard Sørensen er uddannet på Odense Teaters elevskole i 2003, og siden har hun spillet på blandt andet Aalborg Teater. Siden 2005 har hun været ansat ved Aarhus Teater, hvor hun har spillet roller som Kirsten i Gregersen Sagaen efter Christian Kampmanns romaner, Aglaja i Idioten af Fjodor Dostojevskij og Nina i Mågen af Anton Tjekhov.

## Film i dubning
- Mesterdetektiven Basil Mus – 1986 (stemme af Olivia Jeronimus)
- Oliver & Co. – 1988 (stemme af Jenny)